# Mur de terrasse antique (Bourgoin-Jallieu)
Le mur de terrasse antique est un vestige gallo-romain situé dans la ville de Bourgoin-Jallieu, dans le département de l'Isère, en région Auvergne-Rhône-Alpes.
Ce vestige, propriété de la commune, a été édifié durant la période gallo-romaine. Il est situé entre les quartiers de la Croix Blanche et de La Grive, non loin des limites communales avec le territoire de la commune de L'Isle d'Abeau. Il a été classé au titre des monuments historiques par arrêté du 11 septembre 1987.
Avec le balcon en fer forgé d'une maison de la rue de la République, il est un des deux monuments historiques de la commune de Bourgoin-Jallieu et le seul qui soit classé et dont la commune est propriétaire.

## Situation et accès

### Situation
Ce vestige est situé dans la partie occidentale du territoire de Bourgoin-Jallieu, non loin du territoire de la commune voisine de L'Isle d'Abeau, sur les pentes d'une terrasse dominant la plaine de la Bourbre.
Le site correspond à la parcelle notée BC527 sur le plan cadastral de la commune.

### Accès
En voiture, l'A43 qui relie la commune à Lyon et à Chambéry passe à proximité du vestige. La sortie n°7 permet de rejoindre le site en utilisant le rond-point situé juste après avoir quitté l'échangeur et son portique de péage (panneau routier La Grive) :
En ce qui concerne les transports en commun, la ligne D du réseau de  transport en commun local Ruban (L'Isle-d'Abeau Triforium ↔ Bourgoin-Jallieu J.-C. Aubry ↔ Bourgoin-Jallieu Boussieu) dessert le site à l'arrêt Croix Blanche.

## Histoire

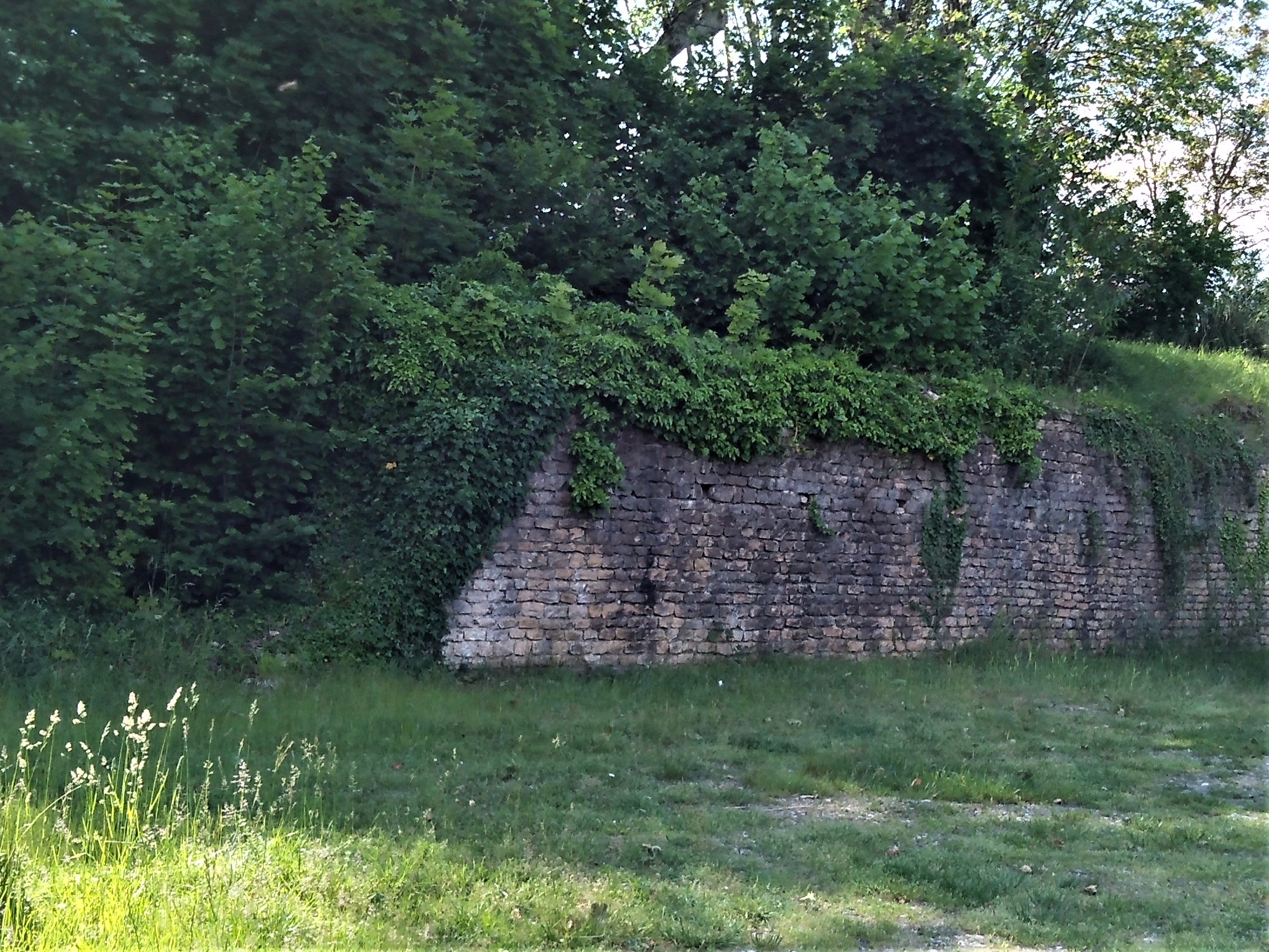
Autre partie du mur de terrasse antique vu depuis l'impasse de la Croix-Blanche.

En 1981, à la suite de la mise en chantier d'une maison individuelle au hameau de la Grive au niveau du lieu-dit de la Croix Blanche, les vestiges d'un mur romain ont été mis au jour. Une opération de fouille de sauvetage organisée en 1982 a permis de dégager et de relever ce mur de soutènement, long d'environ cinquante-sept mètres. Il pourrait s'agir des vestiges d'un ensemble thermal monumental mais qui n'ont pas été confirmé par les sondages réalisés en 1989 par le Service régional de l'archéologie (DRAC Rhône-Alpes).
La parcelle sur laquelle est située ce mur antique a été rendue inconstructible et acquise par la commune, après la découverte.

## Description
Il s'agit de vestiges d'anciennes murailles, relativement bien conservées et nichées dans un espace boisé et agricole, séparées en deux parties principales, visibles depuis l'entrée d'une propriété, au bout d'une impasse dans un petit hameau.